# Universidade Alderson Broaddus
A Universidade Alderson Broaddus (em inglês:  Alderson Broaddus University) é uma universidade privada batista localizada em Philippi (Virgínia Ocidental), nos Estados Unidos da América. É afiliada das Igrejas Batistas Americanas EUA.

## História
A universidade foi fundada em 1871 em Winchester (Virgínia) como Instituto Broaddus pelo ministro batista Edward Jefferson Willis.  Em 1876 mudou-se para Clarksburg (Virgínia Ocidental), depois para Philippi (Virgínia Ocidental) em 1909.  Em 1917 mudou seu nome para Broaddus College and Academy. Em 1932, fundiu-se com a Alderson Academy para formar o Alderson Broaddus College.  Em 2013, tornou-se uma universidade.  Para o ano 2020-2021, teve 863 alunos.

## Afiliações
Ela é membro das Igrejas Batistas Americanas EUA. 

## Campus

Burbick Hall
Pickett Library
Kemper-Redd Science Center